# Don Owen
Don Owen (19. září 1935, Toronto – 21. února 2016) byl kanadský filmový režisér, scenárista a producent. Svou kariéru zahájil na počátku šedesátých let a nejprve se věnoval převážně krátkým dokumentárním filmům. V roce 1964 natočil filmové drama Nobody Waved Goodbye, na který o dvacet let později navázal sequel Unfinished Business. V roce 1965 společně Donaldem Brittainem natočil dokumentární film Ladies and Gentlemen… Mr. Leonard Cohen pojednávající o v té době spisovateli a později hudebníkovi Leonardu Cohenovi. Později natočil například film The Ernie Game, na němž se Cohen rovněž podílel.